# Forum Romanum

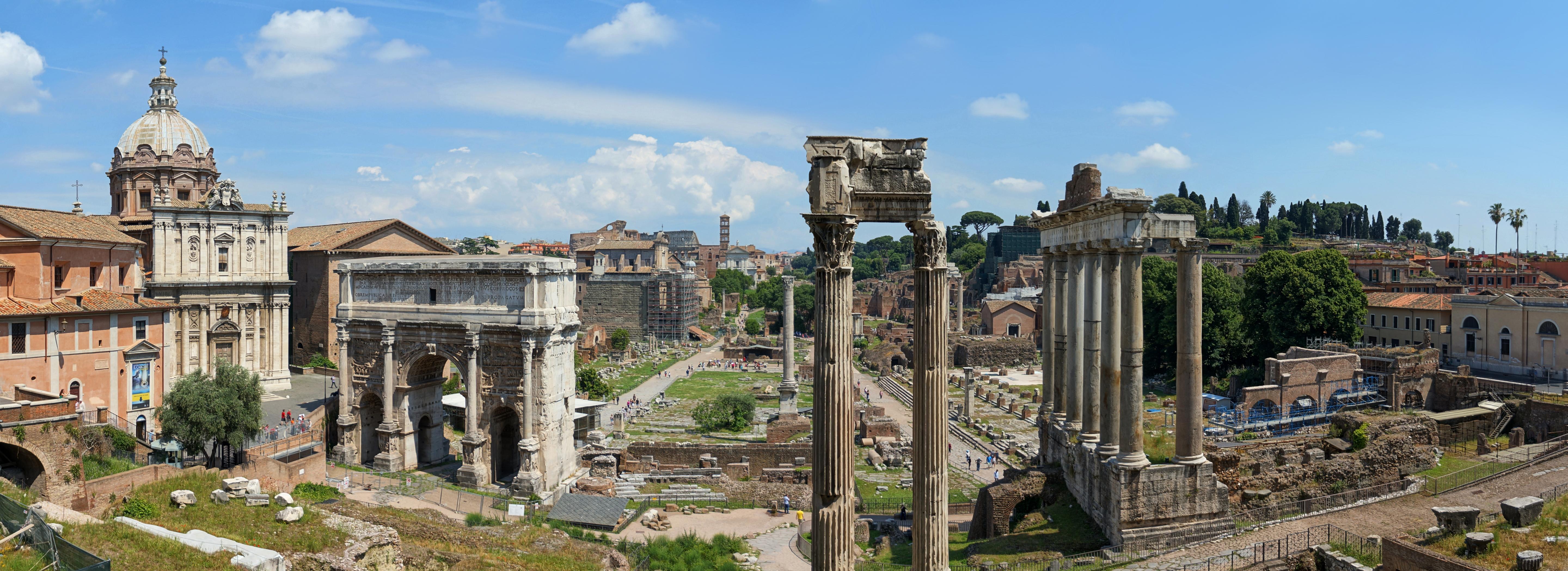
Blick auf das Forum Romanum von den Kapitolinischen Museen aus (2012)

Das Forum Romanum (Römischer Marktplatz) in Rom ist das älteste römische Forum und war Mittelpunkt des politischen, wirtschaftlichen, kulturellen und religiösen Lebens. Es liegt in einer Senke zwischen den drei Stadthügeln Kapitol, Palatin und Esquilin und war der Ort vieler öffentlicher Gebäude und Denkmäler.
Ursprünglich ein von einem Bach durchzogenes sumpfiges Tal wurde es laut der antiken Überlieferung, die nicht mit dem bis wohl ins 8. Jahrhundert v. Chr. zurückreichenden archäologischen Befund übereinstimmt, erst unter dem legendären etruskischen König Lucius Tarquinius Priscus zu Beginn des 6. Jahrhunderts v. Chr. in die Stadt einbezogen. Den Höhepunkt seines prachtvollen Ausbaus erlebte es in der Römischen Kaiserzeit. Es ist heute eine der wichtigsten Ausgrabungsstätten des antiken Rom.

## Geschichte

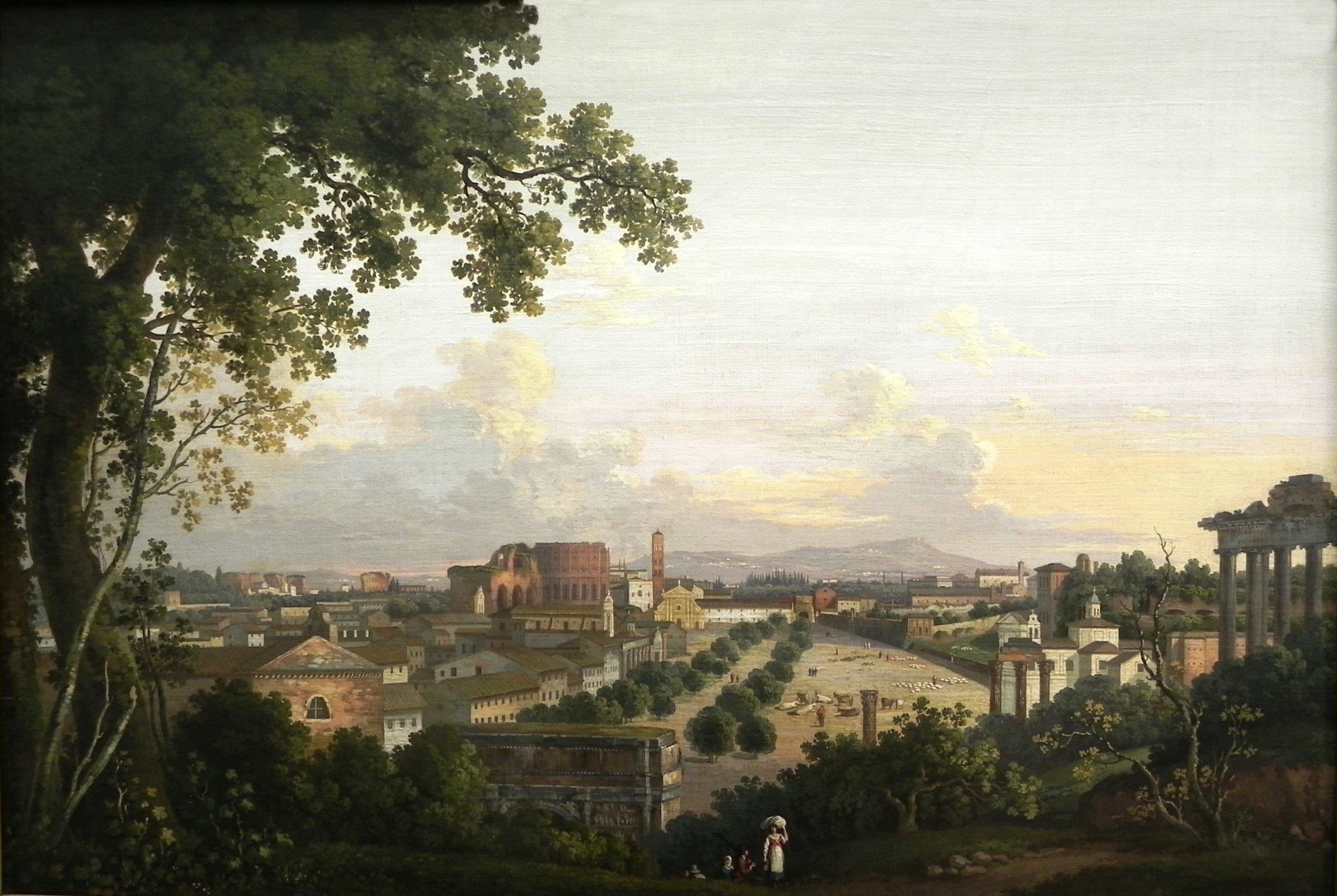
Das Forum Romanum (1787) vor der Ausgrabung, die erst 1788 begann.

An der Stelle des späteren Forum Romanum befand sich bis zum 7. Jahrhundert v. Chr. eine sumpfige Ebene, die sich zwischen Palatin und Kapitol erstreckte und von den frühen latinischen Siedlern als Begräbnisstätte verwendet wurde. Erst durch Anlage der Cloaca Maxima konnten dieser Sumpf und seine Verlängerung Richtung Tiber, das Velabrum, ausgetrocknet werden.

„Hier, wo die Märkte jetzt sind, lagen früher morastige Sümpfe, Löcher mit Wasser gefüllt, stieg im Tiber die Flut. Das ist der Lacus Curtius, wo im Trockenen ein Altar jetzt steht: Festes Land heute, war es doch früher ein See. Wo das Velabrum jetzt den Festzug zum Circus geleitet, war einst nur Weidengestrüpp, wankendes Schilfrohr zu sehn.“

### Königszeit
Die römische Geschichtsschreibung bringt die Initiative zum Bau der Cloaca Maxima mit Lucius Tarquinius Priscus um 600 v. Chr., die Vollendung mit Lucius Tarquinius Superbus, dem letzten römischen König, in Verbindung. Archäologisch nachweisbar ist das Ende der Bestattungen im Forumstal um 600 v. Chr. Zugleich entstand eine erste Pflasterung, die von der Nutzung des neuen Platzes zeugt. Um 600 v. Chr. entstand auch das Gebäude der Regia, obwohl traditionell als Haus oder Regierungssitz des zweiten römischen Königs Numa Pompilius bezeichnet und in der schriftlichen Überlieferung als eines der ältesten Gebäude Roms verankert. Mit Numa ist auch der Bau des Vestatempels verbunden. Archäologisch nachweisbar wurde die Regia nach einem Brand am Ende des 6. Jahrhunderts v. Chr. mit neuem Grundriss wiederhergestellt. Zusammen mit dem Tempel der Vesta bezeichnete sie ab dem 6. Jahrhundert v. Chr. die östliche Grenze des neuen, Forum genannten Platzes.

### Römische Republik
Nördlich dieses Platzes wurde bald ein zweiter angelegt, das durch die Rostra vom Forum abgegrenzte Comitium. Hier wurde der größte Teil der römischen Politik gemacht, da der Senatssitz, die Curia, und die Rostra, die öffentliche Rednertribüne, direkt daneben lagen. Um 490 v. Chr. wurden zwei Tempel im Tal erbaut, die den Göttern Saturn und Castor gewidmet waren. Sie bildeten zusammen mit einer Ladenzeile zwischen den Tempeln, den tabernae veteres, die südliche Begrenzung des als Marktplatz dienenden Forums. Um die Mitte des 5. Jahrhunderts v. Chr. zeugt die Anbringung des Zwölftafelgesetzes an den Rostra davon, dass sich das Forum schnell zum Zentrum der jungen Stadt entwickelte. Doch lässt sich diese Bedeutung archäologisch nicht fassen.
An der westlichen Schmalseite des Forums, am Fuße des Kapitols, wurde 367 v. Chr. ein erster der Concordia, der Eintracht, geweihter Tempel errichtet. Die Gründung soll auf Marcus Furius Camillus zurückgehen und das Ende der Ständekämpfe zwischen den Patriziern und den Plebejern symbolisieren. Hierfür das Forum als Standort gewählt zu haben, belegt dessen zunehmende Bedeutung in politischer Hinsicht. Es beginnt die Politisierung des Forums. Im Jahr 338 v. Chr. ließ Gaius Maenius die Schiffsschnäbel aus der Schlacht von Antium an der Rednertribüne anbringen. Zuvor wurde derlei Siegesbeute in die Tempel und Heiligtümer geweiht. Gaius Maenius wurde im selben Jahr mit einer Ehrensäule und der Aufstellung eines Reiterstandbildes geehrt. Auch Lucius Furius Camillus zu Ehren, Amtskollege des Maenius im Konsulat des Jahres, wurde ein Reiterstandbild auf dem Forum aufgestellt, mit dem Leistung und Sieg im Latinerkrieg gewürdigt wurden. Eine weitere Reiterstatue folgte im Jahr 306 v. Chr. für Quintus Marcius Tremulus vor dem Dioskurentempel. Gaius Duilius wurde 260 v. Chr. mit einer columna rostrata geehrt. An ihr wurden die von ihm erbeuteten Schiffsschnäbel (rostra) angebracht. Schließlich wurden auch die Gesandten Roms, die während ihrer Gesandtschaft ums Leben gekommen waren, mit Statuen auf oder bei der Rednertribüne geehrt.
Neben diesen Ehrungen für Zeitgenossen traten solche für Personen der Vergangenheit, deren Vorbildhaftigkeit für die Zeit ihrer Aufstellung jeweils herausgekehrt wurde: für den Augur Attus Navius, der auf wundersame Weise die Ficus Ruminalis auf das Comitium versetzt hatte; für Horatius Cocles; für Hermodoros von Ephesos, der bei Erstellung des Zwölftafelgesetzes entscheidende Hilfe leistete; für Pythagoras und Alkibiades. Die zunehmende Konkurrenz innerhalb der römischen Nobilität führte schließlich zu einer derartigen Häufung von Ehrenstatuen auf dem Forum, dass im Jahr 158 v. Chr. alle Statuen, die nicht auf Volks- oder Senatsbeschluss aufgestellt worden waren, abgeräumt wurden. Dennoch wurden insbesondere im 1. Jahrhundert v. Chr. vermehrt Statuen, oft exzeptionell in der Ausführung, doch meist aus nichtigem Anlass gestiftet: für Sulla, Pompeius und Caesar, für Octavian, Lucius Antonius, Marcus Aemilius Lepidus und Marcus Antonius. Im politischen Kampf der ausgehenden Republik wurden solche Ehrenstatuen nun jedoch beständig umgestürzt oder zerstört, wiederaufgerichtet, eingeschmolzen oder in Sicherheit gebracht.

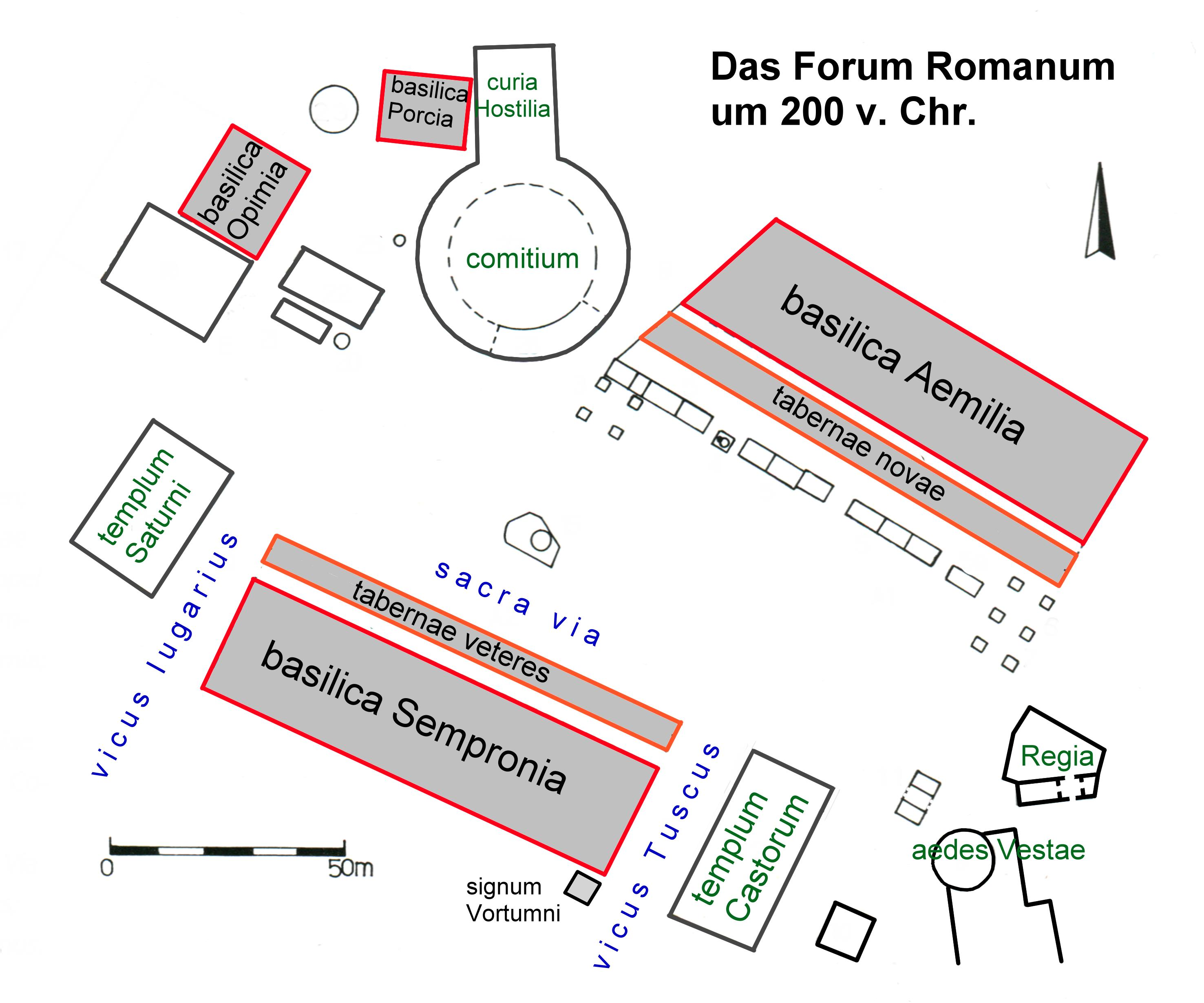
Forum Romanum im 2. Jahrhundert v. Chr.

All dies wirkte sich auch auf die bauliche Gestaltung des Forums aus. Mit dem Ende der Punischen Kriege, mit der Ausweitung des faktischen Herrschaftsbereiches auf das östliche Mittelmeer und den aus den Kriegsbeuten gewonnenen finanziellen Mitteln setzte im 2. Jahrhundert v. Chr. nicht nur in Rom allgemein, sondern speziell auf dem Forum eine rege Bautätigkeit ein. Tempel wie die der Concordia und der Dioskuren wurden von Grund auf erneuert, vier Basiliken entstanden, darunter die 179 v. Chr. gebaute Basilica Aemilia und die 169 v. Chr. errichtete Basilica Sempronia. Beide gaben dem Forumsplatz einen festen Rahmen an Nord- und Südseite und ersetzten die tabernae veteres des alten Marktplatzes. An der Westseite des Forums entstand zudem 121 v. Chr. die Basilica Opimia. Zugleich unterstrich der Bau des Macellum die Verlagerung der ursprünglich wirtschaftlichen Nutzung des Forums und seine politische Aufwertung. Hierfür wurde die Funktion des Comitium auf das Forum verlagert, die Nutzung der Rostra gedreht, so dass Redner nun zum Forum sprachen. Als neue Kulisse, vor der sich das Treiben auf dem Forum abspielte, wurde unter Sulla 83–80 v. Chr. das Tabularium erbaut. Noch hinter allen westlichen Forumsbauten gelegen, bildete es den optischen Rahmen und die Abgrenzung zum Kapitolshügel, an dessen Ostflanke es sich erhob.
Gaius Iulius Caesar ließ das Forum neu pflastern. In diesem Zusammenhang wurde unter der freien Platzanlage ein unterirdisches Gangsystem eingerichtet, das durch senkrechte Schächte und zugehörige Aussparungen im Pflaster zu erreichen war. Dieses Gangsystem diente wahrscheinlich einem weiteren Aspekt des Forum Romanum: Es war Veranstaltungsort für Gladiatorenkämpfe, bis mit dem Amphitheater des Statilius Taurus im Jahr 29 v. Chr. ein erstes steinernes und daher dauerhaftes Gebäude für diese Art von Veranstaltungen errichtet wurde.

### Kaiserzeit
Unter Augustus wurde das Forum stark umgestaltet. Durch die umfangreiche Verwendung von Marmor und die neue Pflasterung in weißem Travertin entstand so ein äußerst prunkvoller Platz, vergleichbar vielleicht mit der Akropolis in Athen. Durch geschickte Assoziationen verband Augustus die unter seiner Herrschaft neu errichteten Bauwerke mit der Familie der Julier, um seinen Machtanspruch direkt von den Göttern abzuleiten. Besonders deutlich wurde dies bei der bewussten Parallelisierung von Pollux und Castor, den Dioskuren, mit den Söhnen des Augustus, und der geänderten Orientierung des Platzes, der jetzt auf die verlagerte Rednertribüne und den Tempel des Divus Iulius ausgerichtet war. Die neue, auf Augustus und die Julier ausgerichtete Gestaltung fand ihren Niederschlag auch in dem Umstand, dass das nach einem Brand im Jahr 12 v. Chr. neu verlegte Pflaster die caesarischen Gangsysteme verschloss: Spiele fanden auf dem Forum nun nicht mehr statt. Um die erstrebte Würde des Platzes zu erzwingen, wies Augustus sogar die Ädilen an, auf dem Forum und in seiner Umgebung niemanden mehr zu dulden, der nicht mit der Toga bekleidet war. Der repräsentative Anspruch der neuen Platzgestaltung sollte durch Alltagskleidung nicht herabgewürdigt werden.
Der bereits 29 v. Chr. errichtete Tempel für seinen vergöttlichten Adoptivvater bildete nun die neue östliche Begrenzung. Flankiert wurde er möglicherweise von Actiumbogen und Partherbogen, zwei Triumphbögen, die die militärischen Siege des Augustus feierten. Somit stand die Ostseite des Forums ganz im Dienste der augusteischen Präsentation und Selbstdarstellung, die dahinter befindliche Regia verschwand aus dem Blickfeld des Forumbesuchers. Tiberius, Adoptivsohn und Nachfolger des Augustus, errichtete auf der Westseite, zwischen der Nordwestecke der Basilika Julia und neben dem Saturntempel einen eigenen Bogen. Tiberius hatte bereits zuvor den Concordiatempel auf dieser Seite des Forums aufwendig erneuern lassen, so dass nun die Bauten des Augustus und des Tiberius die Platzanlage auf den Schmalseiten klammerten.
Unter den folgenden Kaisern verlagerte sich der Schwerpunkt der Platzfunktion, das Forum diente nun als Kulisse für prächtige religiöse Zeremonien. Da das Forum Romanum in der späten Republik zu klein geworden war, errichteten ab Caesar einige Herrscher die sogenannten Kaiserforen (Caesarforum, Augustusforum, Templum Pacis, Nerva-Forum, Trajansforum), die zwar einige Aufgaben des Forum Romanum übernahmen, es aber nie vollständig ersetzen konnten. Erst jetzt bekam das Forum zur Abgrenzung den selten verwendeten Zusatz Romanum. Strabon nennt es ἡ ἀρχαία ἀγορά, „das alte Forum“.
Die Eingriffe der Nachfolger des Augustus waren zunächst bedächtig, neue Bauten ergänzten die Platzanlage, ohne sie neu zu definieren. So entstand unter Domitian an der Westseite der Tempel des Vespasian und des Titus, an der Nordseite, aber außerhalb des eigentlichen Forumbereiches errichtete Antoninus Pius im Jahr 141 den Tempel der Faustina, seiner vergöttlichten Ehefrau.
Einzig Domitian wagte es, grundlegend in die Forumsanlage einzugreifen, allerdings nicht durch Bauten, sondern durch die Aufstellung eines kolossalen Reiterstandbildes. Es nahm die Mitte des Platzes ein und degradierte die umgebenden Bauten zur reinen Kulisse seiner Selbstdarstellung. Unmittelbar nach seinem Tod im Jahr 96 wurde sie entfernt. Es dauerte bis zur Zehnjahresfeier der römischen Tetrarchie im Jahr 305, bis das Forum wieder vergleichbar instrumentalisiert wurde. Das Gepräge des Forums änderte sich noch einmal durch den Bau des Septimius-Severus-Bogen im Jahr 203, der einen neuen Akzent auf der Westseite setzte, indem er einen dreibogigen Zugang nördlich der Rostra bildete.
Um diese Zeit erscheint auch erstmals die Bezeichnung Forum magnum, „das große Forum“, obwohl Cassius Dio überliefert, die Bezeichnung – er nennt es auf Griechisch μεγάλη, „groß“ – wäre bereits nach dem Bau des Caesarforums aufgekommen. Noch in Notitia und Curiosum des Regionenkatalogs der Stadt Rom wird es als Forum Romanum vel magnum geführt und bildete den Kern der Regio VIII.

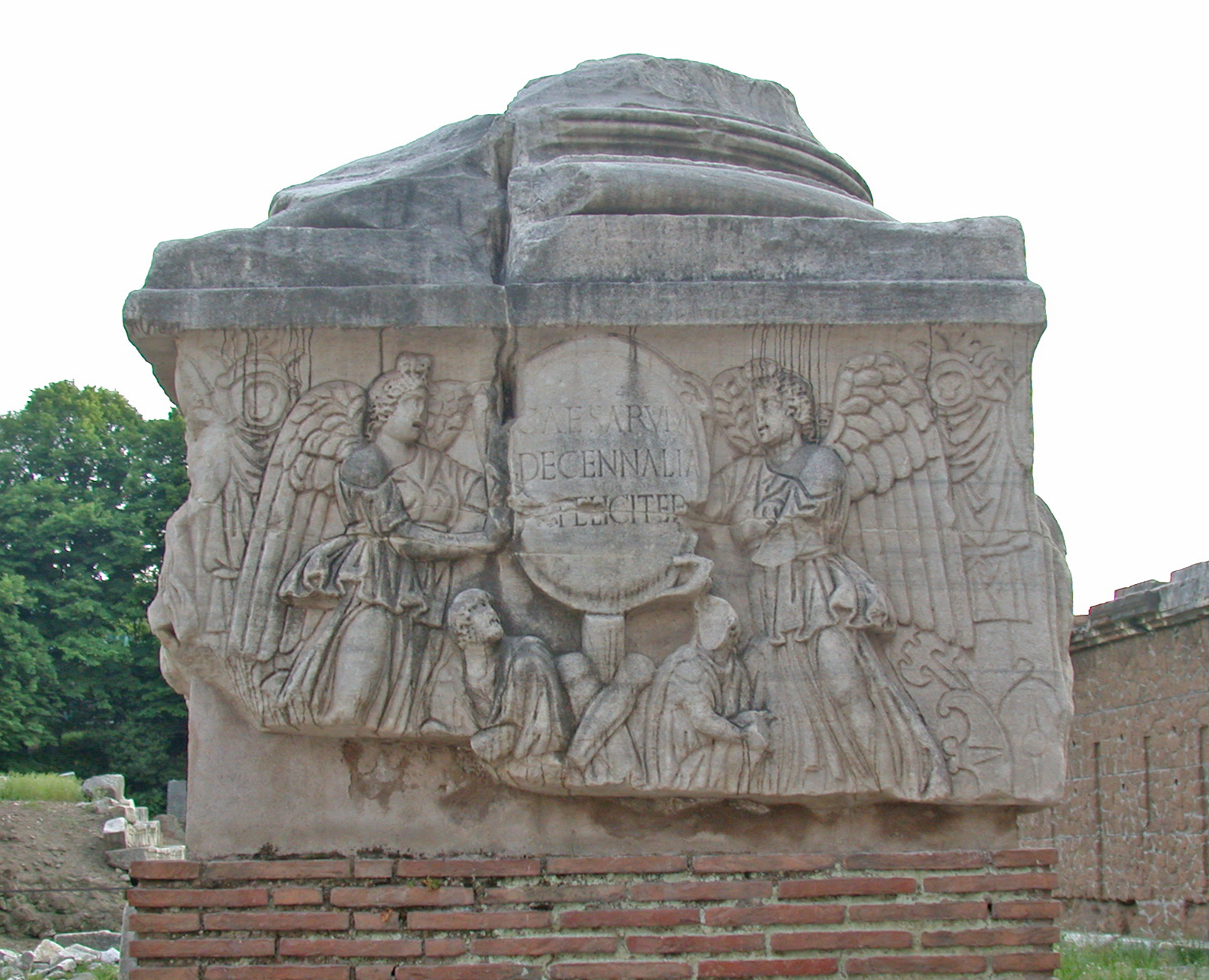
Decennalienbasis

Zur Zeit Diokletians, der auch die Curia Iulia erneuern ließ und ihr die Grundzüge ihres heutigen Aussehens gab, erfuhr die Ostseite eine letzte entscheidende Veränderung, als die quasi die gesamte Breite einnehmenden neuen Rostra, die rostra Diocletiani, errichtet wurden. Sie ersetzten auf dieser Seite die alten Rostra des Caesartempels und korrespondierten nun den ebenfalls in dieser Zeit veränderten Rostra der Westseite. Die westlichen Rostra wurden um ein Fünfsäulenmonument ergänzt, das sich auf oder hinter der Tribüne erhob. Eine der zugehörigen Säulenbasen, die sogenannte Decennalienbasis, ist erhalten. Weitere Basen waren in der Renaissance entdeckt und dokumentiert worden, sind heute aber verloren. Ein ähnliches Monument wird für die durch Ziegelstempel datierten Rostra Diocletians angenommen. Anlässlich der Decennalien, der Zehnjahresfeier der Tetrarchie im Jahr 303, kündeten die Säulenmonumente von dem Ereignis und feierten die neue Herrschaftsform, durch die Rom zu einer neben mehreren Residenzstädten der römischen Kaiser reduziert worden war. Ebenfalls in tetrarchischer Zeit entstand an der Südseite des Forums, unmittelbar vor der Fassade der Basilika Iulia, ein sieben Säulen umfassendes Denkmal, dessen Sockel noch erhalten sind.
Nachdem Konstantin der Große aus den tetrarchischen Machtkämpfen im Jahr 324 als Sieger hervorgegangen war, okkupierte er das Forum und ließ vor dem Septimius-Severus-Bogens sein kolossales Reiterstandbild aufstellen, dem wenige Jahre später eine weitere Reiterstatue für seinen Sohn Constantius II. vor dem nördlichen Durchgang des Bogens folgte. Im 5. Jahrhundert wurden, vermutlich aus Anlass eines Seesieges über die Vandalen im Jahr 456, die rostra Augusti erweitert. Obgleich bereits Christian Hülsen erkannte, dass dieser Umbau zeitlich nicht sicher mit der Plünderung Roms durch die Vandalen im Jahr 455 in Zusammenhang zu bringen ist, setzte sich die zuvor eingeführte Benennung als rostra Vandalica durch.
Als letztes antikes Bauwerk wurde auf dem Forum Romanum im Jahr 608 zur Zeit von Papst Bonifatius IV. die Phokas-Säule zu Ehren des oströmischen Kaisers Phokas errichtet, des damaligen Oberherrn der Stadt.

### Mittelalter

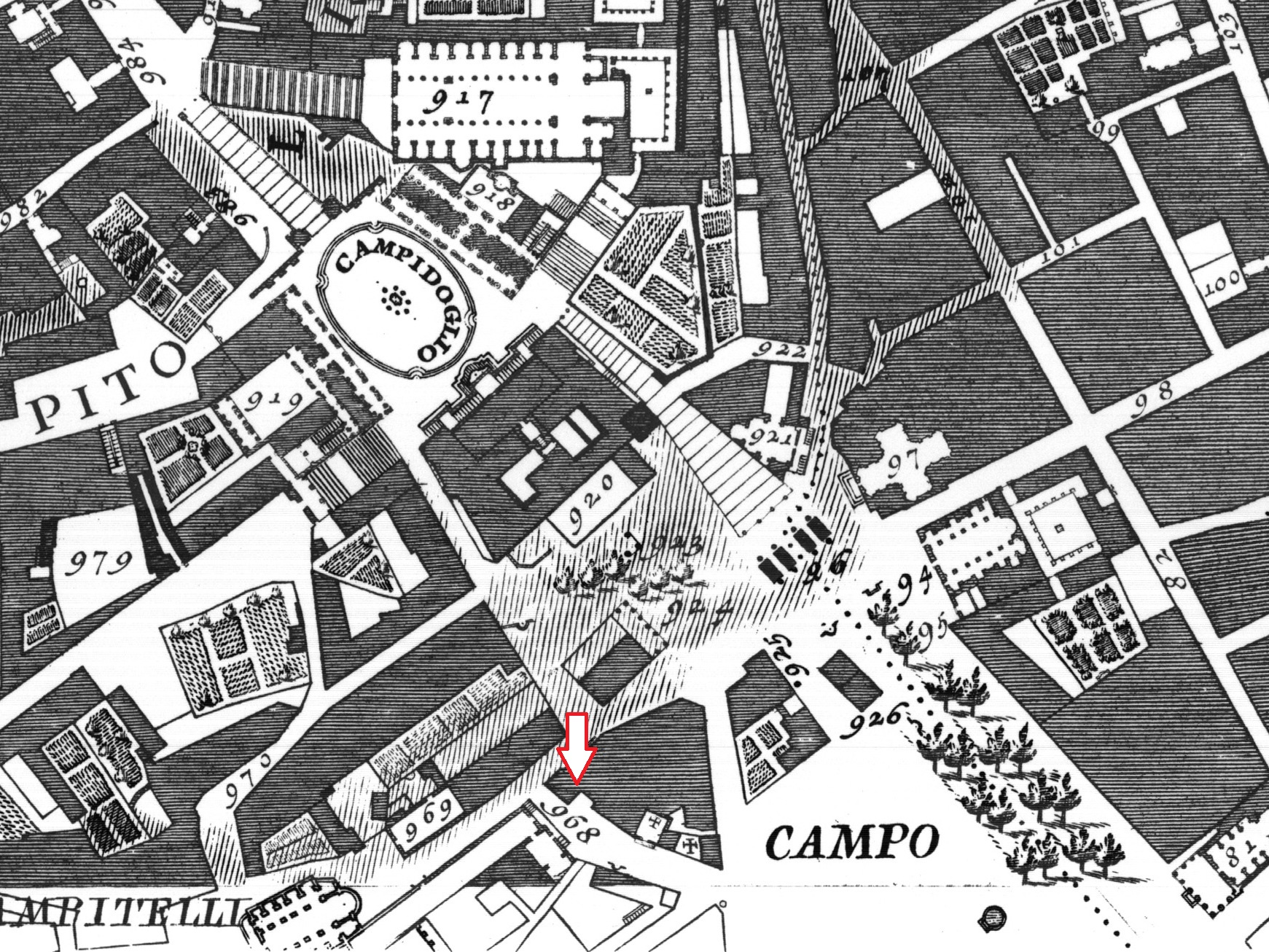
Westlicher Forumsbereich und Kapitol im Jahr 1748 mit nachantiker Bebauung, Plan von Giovanni Battista Nolli

Im 8. Jahrhundert waren zahlreiche seiner Gebäude nicht mehr intakt, jedoch bildete das Forum Romanum weiterhin das Zentrum der Ewigen Stadt und für das Jahr 768 ist die letzte Volksversammlung auf seinem Gebiet überliefert. Einige antike Gebäude wurden zu Kirchen umfunktioniert. Der Tempel des Antoninus Pius und der Faustina wurde in die Kirche San Lorenzo in Miranda umgewandelt, die Curia Iulia zur Kirche Sant’Adriano al Foro Romano. Erst um die Wende vom 8. zum 9. Jahrhundert verlor das Forum langsam seine zentrale Funktion. Gebäude wurden teils bewusst zerstört, um an Baumaterialien und an Bauflächen zu gelangen. Der Normannenüberfall des Jahres 1084 unter Robert Guiskard wird auch zu weiteren Zerstörungen der Forumsbauten beigetragen haben.
Mitte des 12. Jahrhunderts war das Forumsareal nicht mehr passierbar, die Trümmer antiker Bauten einerseits und neu errichtete Festungsanlagen z. B. der Frangipani andererseits nötigten zu großen Umwegen, die das Areal weiträumig über die Kaiserforen umgingen. Auf den Trümmern wurden Wohnhäuser errichtet, einfache Ziegelbauten mit Holzdächern, umgeben von Gemüse- und Weingärten. Das Bodenniveau des Forums hatte sich mittlerweile signifikant erhöht. Das Innenraumniveau der Kirche Sant’Adriano al Foro Romano musste zu Beginn des 13. Jahrhunderts um vier Meter angehoben werden, um dem Gehhorizont außerhalb der Kirche zu entsprechen. Die antiken Strukturen waren größtenteils unter dem nun höheren Bodenniveau verschüttet, auf einem Teil der entstandenen Freifläche weideten Kühe. Dieser östliche Teil des alten Forum Romanum erhielt daher den bis ins 18. Jahrhundert gebräuchlichen Namen Campo Vaccino („Kuhweide“), der ursprünglich die umgangssprachliche Bezeichnung für das Forum Boarium war. Südlich des Campo Vaccino begann mit dem Palatin und seinen Farnesinischen Gärten der disabitato genannte Bereich Roms, der bis ins 19. Jahrhundert weitgehend entvölkerte Teil der Stadt innerhalb der Aurelianischen Mauer.

### Neuzeit

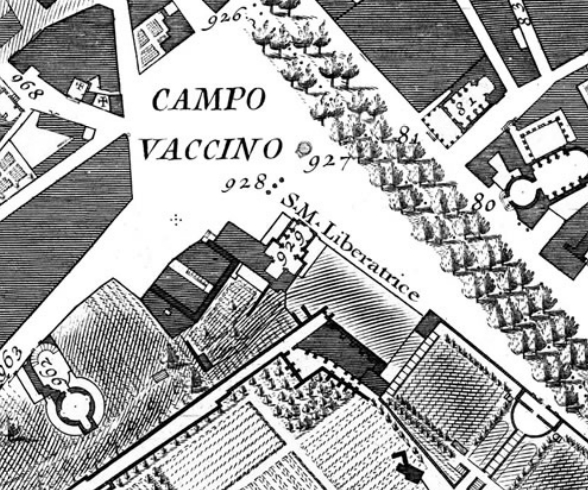
Campo Vaccino und Allee im Plan von Giovanni Battista Nolli (1748)

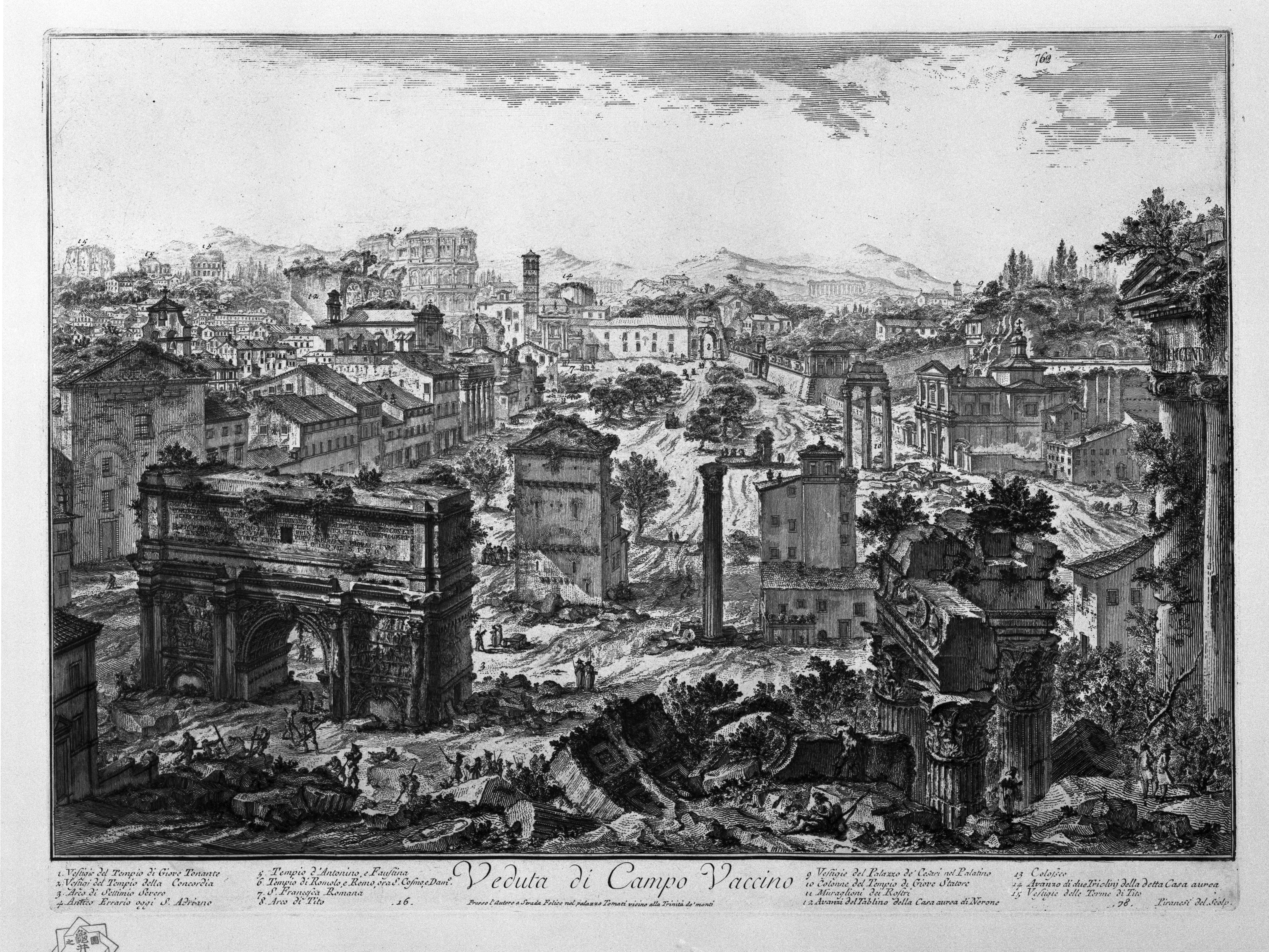
Der Campo Vaccino um 1750

Der Humanist Poggio Bracciolini berichtete in seinem 1448 erschienenen Dialog De varietate fortunae („Über die Vergänglichkeit des Glückes“), dass ein großer Teil der Cella des Saturntempels, der bei seiner Ankunft in Rom im Jahr 1402 noch aufrecht stand, inzwischen den Kalkbrennern zum Opfer gefallen war.
Eine der Ursachen für diesen zerstörerischen Umgang mit den Ruinen des Forums war das Ende des Papsttums in Avignon und die Rückkehr des Papstes nach Rom 1367. Urban VI., in seinem Bestreben, die Stadt wieder aufzubauen, ließ umfangreich antike Monumente plündern, um Baumaterial für seine Bauvorhaben zu bekommen. Vom Forum ließ er Material der Basilika Aemilia und des Tempels für Antoninus Pius und Faustina fortschaffen, um den alten Lateranpalast wiederherstellen zu können, der unter Sixtus V. gegen Ende des 16. Jahrhunderts dennoch abgerissen wurde. Zu Beginn desselben Jahrhunderts wurde das Areal des Forum Romanum systematisch auf der Suche nach Steinmaterial für den Bau des Petersdomes durchwühlt. Um den Interessen des humanistischen Forscherdrangs entgegenzukommen, wurden jedoch Skulpturen und Inschriften, die bei den Arbeiten im Steinbruch Forum Romanum zutage kamen, geschont. Wichtige Zeugnisse wie die Fasti Capitolini entgingen so den Kalköfen.
Unter Paul III. wurde ein letztes Mal gestalterisch in das Forumsareal eingegriffen. Anlässlich des Besuchs Karls V. nach dem Tunisfeldzug wurde zwischen den Bögen des Septimius Severus und des Titus eine Triumphstraße angelegt. Hierfür wurden zahlreiche Wohnbauten und die im Weg befindlichen Festungstürme auf dem Campo Vaccino abgerissen. Die Fläche wurde eingeebnet und mit zusätzlich herbeigeschafftem Bauschutt künstlich erhöht. Ab dem 17. Jahrhundert markierte eine große Allee aus Ulmen den Verlauf dieser Straße.
So verschwand der größte Teil der baulichen Hinterlassenschaften auf dem Forum unwiederbringlich zwischen dem 13. und dem 16. Jahrhundert. Das nun als Steinbruch unbrauchbare, nur von einzelnen Häusern und Werkstätten besetzte, ansonsten landwirtschaftlich genutzte Areal trat zunehmend in das Blickfeld antiquarischer Interessen. Doch war seine einstige Funktion so weit in Vergessenheit geraten, dass beispielsweise Johann Wolfgang von Goethe in seiner Italienischen Reise mit keinem Wort das Forum Romanum erwähnte, obwohl er Via sacra und die angrenzenden Ruinen durchaus kannte. Grundlage für diese Nichtbeachtung war ein heftiger Gelehrtenstreit des 16. Jahrhunderts, in dem sich Pirro Ligorio, der das Forum zwischen Kapitolshügel und Palatin lokalisierte, gegen Bartolomeo Marliani durchsetzte. Nachfolgende Gelehrte festigten diese Fehlinterpretation. Erst nach Beginn der systematischen Ausgrabungen zu Beginn des 19. Jahrhunderts wurde diese Ansicht revidiert.

## Forschungsgeschichte

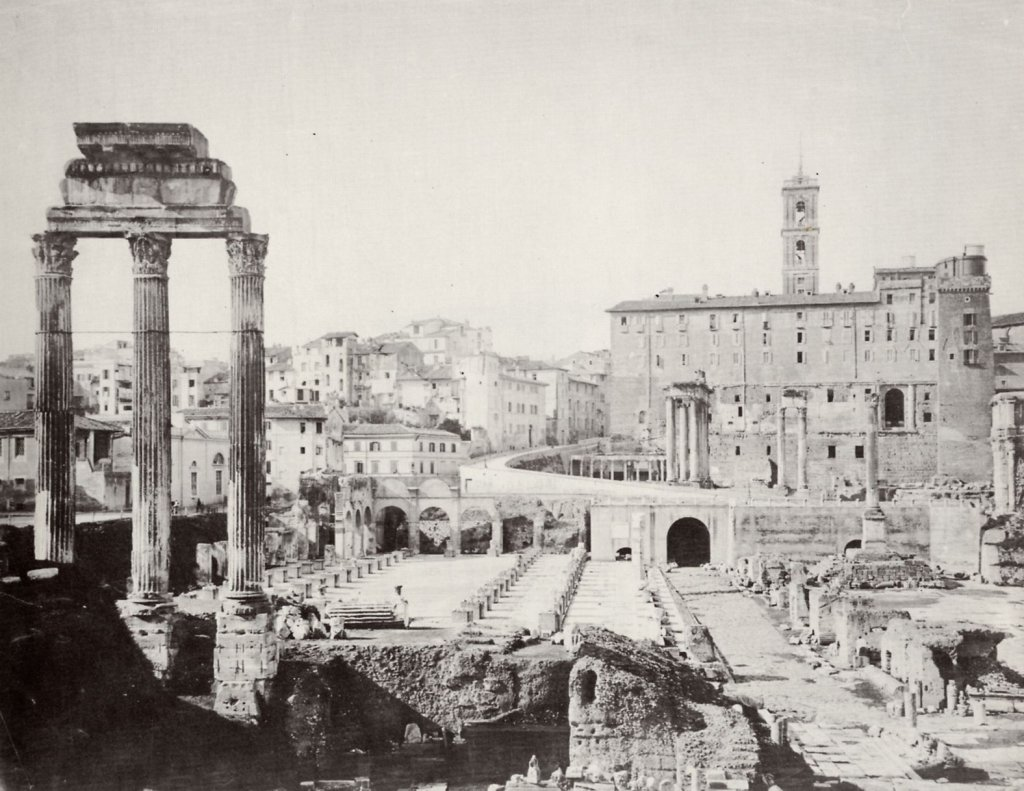
Forum Romanum um 1880

Im Jahr 1788 führte der Schwede Carl Fredrik von Fredenheim (1748–1803) die erste Ausgrabung durch und legte einen Teil der Basilika Julia frei. Mit Carlo Fea und Antonio Nibby (1782–1839) setzte zu Beginn des 19. Jahrhunderts die systematische Freilegung des Forumareals ein. Zu diesem Zweck wurde zunächst die Wohnbebauung, für die man sich die Ruinen als bequeme Basis zunutze gemacht hatte, abgerissen. Was an Ruinen oberirdisch erkennbar war, wurde durch Tiefengrabungen freigelegt. Dies betraf etwa den Tempel der Faustina und den Bogen des Septimius Severus. Die Reste des Saturntempels und des Vespasianstempels sowie des Tabulariums wurden freigeräumt. Nach dem Ausscheiden Feas setzte Nibby die Tiefengrabungen von 1829 bis 1834 fort. Die Ausgrabung des gesamten Forums bis auf das antike Niveau blieb ihnen verwehrt. Bei der Auswertung der Grabungsergebnisse ergab sich als erste wichtige Erkenntnis, dass das Forum weiter nördlich als bislang angenommen lag. Beteiligt an dieser ersten wissenschaftlichen Beschäftigung mit der Topographie des antiken Forum Romanum waren unter anderem Christian von Bunsen, der 1829 zu den Mitbegründern des Instituto di corrispondenza archeologica gehörte, sowie der Architekt und Archäologe Luigi Canina (1795–1856). Da die Ausgrabungen jedoch nur sehr punktuell angelegt wurden, blieb dieser Generation ein zusammenhängendes Verständnis des antiken Befundes verwehrt.
Nachdem Rom 1871 Teil des italienischen Staates und dessen Hauptstadt geworden war, wurde zwischen 1871 und 1905 fast das gesamte, heute unter dem Namen Forum Romanum öffentlich zugängliche Areal archäologisch erschlossen. Der Zeit und dem Königreich Italien verpflichtet, war man in erster Linie bestrebt, den kaiserzeitlichen Zustand wiederzugewinnen. Ohne sich mit der Dokumentation weiter aufzuhalten, wurde alles, was jünger war oder als jünger beurteilt wurde, abgetragen. So wurden die vor dem Tempel des Divus Iulius gelegenen, sogenannten rostra Diocletiani aus dem 3. oder 4. Jahrhundert beseitigt und nur noch wenige Reste zeugen von dieser letzten Rednerplattform auf dem Forum.
Doch gelang es Pietro Rosa, Giuseppe Fiorelli und Rodolfo Lanciani unter dieser Prämisse, zwischen 1871 und 1885 den Forumsplatz als solchen, den Tempel des Divus Iulius und die Via Sacra zwischen Tempel der Faustina und der Maxentiusbasilika auszugraben. Giacomo Boni, von 1898 bis 1922 verantwortlich für die Ausgrabungen, setzte das großflächige Vorgehen fort und legte die Basilica Aemilia, den Vestatempel samt dem zugehörigen Haus der Vestalinnen, die Regia, die Juturna-Quelle, den Lapis Niger und die Bestattungen archaischer Zeit, das sogenannte Sepulcretum, östlich des Faustinatempels frei.
Seit dem 20. Jahrhundert konzentrieren sich die Forschungen, neben der anhaltenden Dokumentation zu den Altgrabungen, auf spezialisierte Fragestellungen, denen mittels kleiner, gezielter Ausgrabungen nachgegangen wird. So wurden 1979 die Rostra Diocletiani erneut archäologisch untersucht, was wichtige Ergebnisse für das Monument, seine Datierung und Rekonstruktion erbrachte. Im 21. Jahrhundert wurden Ausgrabungen östlich des Vestalinnenhauses am Anstieg zum Palatin durchgeführt, die Reste wahrscheinlich der Roma quadrata aus der Königszeit freilegten. Darüber hinaus wurden und werden Bauaufnahmen durch- und Restaurierungsarbeiten ausgeführt.

## Die Monumente desForum Romanum

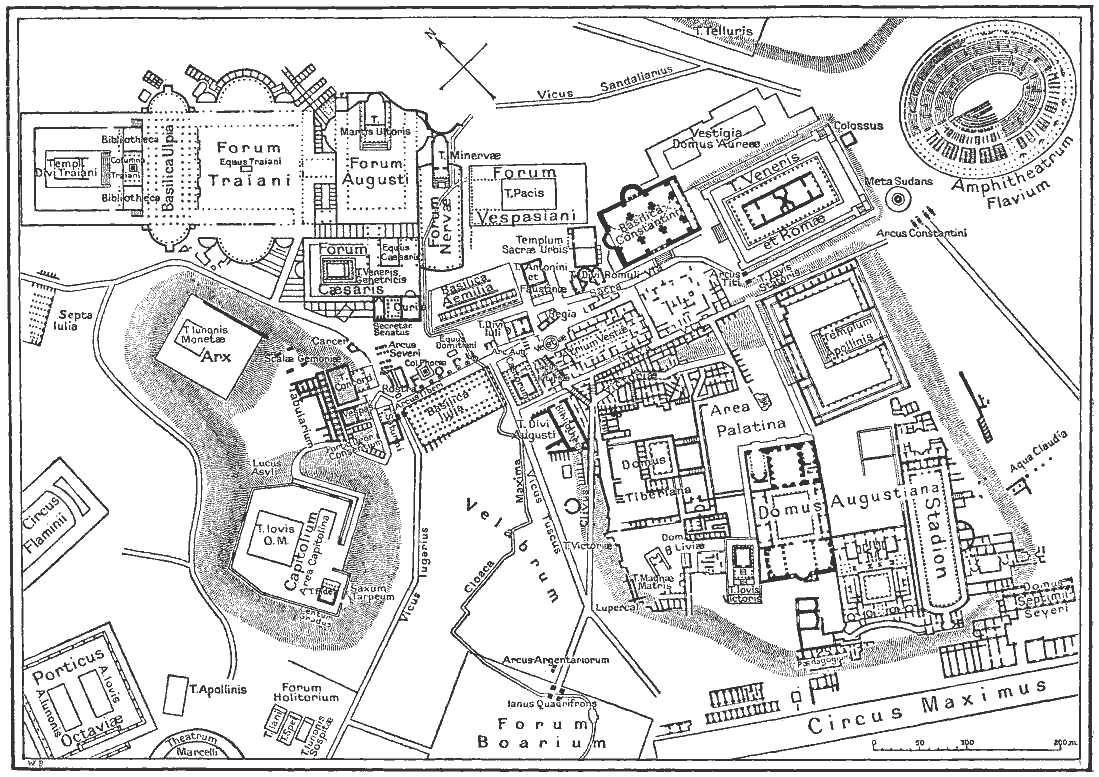
Übersicht des Forum Romanum und der angrenzenden Bereiche

Die im Folgenden beschriebenen Monumente umfassen Bauten und sakrale Orte des als Forum Romanum ausgewiesenen archäologische Areals, das eine deutlich größere Ausdehnung als das antike Forum besitzt. Es reicht von den Bauten unterhalb des Kapitols im Westen bis zur Velia genannten Höhe mit dem Titusbogen und dem Tempel der Venus und der Roma im Osten, ist also etwa doppelt so groß wie der eigentliche antike „Marktplatz“. Die Monumente lassen sich grob in drei unterschiedlichen Zwecken dienende Gebäudetypen einteilen: Tempel und andere religiöse Bauten, politisch genutzte Bauten sowie wirtschaftlich und administrativ bedeutsame Gebäude. Eine klare Trennung der Nutzung war allerdings durchaus nicht immer gegeben – so wurde der Saturn-Tempel auch zur Verwahrung des römischen Staatsschatzes und für öffentliche Bekanntmachungen genutzt.

### Religiöse Bauten
Einige der ältesten und wichtigsten Heiligtümer vor allem aus republikanischer Zeit finden sich auf dem Forum Romanum. Der im Westen des Forums unterhalb des kapitolinischen Hügels gelegene Tempel des Saturn hat eine lange Vorgeschichte. Zuerst gab es wohl einen Altar, bereits dem Saturnus (Gott des Ackerbaus) geweiht. 498 v. Chr. wurde dann der Tempel eingeweiht. Nach einem Brand wurde er 42 v. Chr. wieder aufgebaut, die heute sichtbaren Reste stammen von einer Renovierung des Jahres 283. Die öffentlichen Bekanntmachungen (Acta diurna) wurden an diesem Tempel angeschlagen und das Aerarium, der römische Staatsschatz, wurde in ihm aufbewahrt. Das laut Plinius auf die Gründungszeit Roms zurückgehende Heiligtum der Venus Cloacina diente staatlichen Reinigungszeremonien und soll diese Funktion schon nach Beendigung des Streits um den Raub der Sabinerinnen gehabt haben. Nach einem erhaltenen Münzbild zu schließen, war das südlich der Basilica Aemilia gelegene Heiligtum nicht überdacht und bestand nur aus der Umfassungsmauer und zwei Kultbildern. Lediglich das Fundament ist erhalten.
Der ebenfalls aus der Gründungszeit der Stadt stammende Janustempel war dem zweigesichtigen Gott Janus gewidmet. Eigentlich war es ein Doppelbogen über dem Argiletum, der Straße zwischen Basilica Aemilia und Curia. Die Türen des Janustempels wurden geöffnet, wenn sich Rom im Krieg befand, und geschlossen, wenn in keinem Teil des Reiches ein Krieg stattfand. Heute ist nichts mehr erhalten. Lapis Niger (lat. Schwarzer Stein) bezeichnet eine quadratische Fläche aus schwarzem Marmor, an der nach der Überlieferung Romulus wegen Machtmissbrauchs von den Senatoren ermordet wurde. Bei Ausgrabungen unterhalb des zwischen Curia Iulia und dem Bogen des Septimius Severus gelegenen Lapis Niger wurde ein frührömisches Heiligtum des Vulcanus entdeckt.
Das südlich des Bogens für Septimius Severus befindliche Volcanal, der Altar des Feuergottes Vulcanus, ist eines der ältesten Heiligtümer des Forums, das der Sabinerkönig Titus Tatius gegründet haben soll. Der in unmittelbarer Nähe gelegene Umbilicus urbis galt als Nabel des Imperium Romanum und somit der Welt. Weiter galt er als Stelle, an der sich Ober- und Unterwelt berührten, so dass hier Opfer dargebracht wurden. Hier findet man also auch die durchaus gewollte Doppelnutzung als Heiligtum und deren politische Bedeutung. Die Porticus der Dei Consentes, oberhalb des Saturn-Tempels gelegen und wahrscheinlich 367 wiederaufgebaut, ist ein Gebäude mit sechs Räumen, in dem anscheinend die zwölf vergoldeten Statuen der Dei Consentes (je sechs Götter und sechs Göttinnen) nach griechischem Vorbild aufgestellt waren.

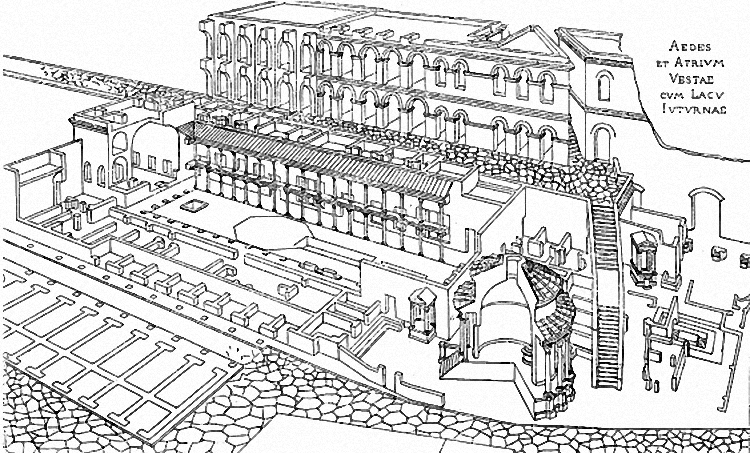
Rekonstruktion des Atrium Vestae von Christian Hülsen (1905)

Der Concordia-Tempel liegt am westlichen Rand des Forums und war der römischen Göttin der Eintracht, Concordia, gewidmet. Seine Errichtung soll bereits zum Ende der Standeskämpfe 367 v. Chr. gelobt worden sein, ausgeführt wurde dieser frühe Bau aber wohl nie. Umgestaltet wurde der Concordia-Tempel um die Zeitenwende durch Tiberius. Heute sieht man nur noch das Podium, unter der Treppe zum Kapitol gelegen. Zeitweise wurde der Tempel für Senatssitzungen genutzt. Die noch heute sich in Resten auf dem hohen Podium am südlichen Forumsrand erhebende Aedes Castoris, auch Dioskurentempel oder Tempel des Castor und Pollux (der mächtigen Söhne des Zeus und der Leda) genannt, war einer der ältesten Tempel des Forum Romanum. Heute sieht man die neu errichtete und umgestaltete Form aus der Zeit des Augustus.
Östlich des Dioskurentempels entsprang am Fuße des Palatin die Juturna-Quelle. Wie alle Quellen wurde auch diese als Gottheit verehrt (in diesem Falle als Quellnymphe Iuturna), ihr Wasser wurde als heilbringend angesehen, der Ort selbst als einer heiligsten des Forums. Nördlich der Quelle erheben sich die Reste des Tempels der Vesta als das zentrale Heiligtum des Forum Romanum. Dort wurde Vesta, die keusche Hüterin des ewigen Herdfeuers, verehrt. Der heilige Raum des Tempels, geschmückt mit einer Statue der Pallas Athene, durfte nur von den Vestalinnen und dem Pontifex maximus betreten werden. Männer durften den Tempel nachts gar nicht betreten. Die hoch geehrten und jungfräulichen Vestalinnen wohnten im direkt daneben liegenden Haus der Vestalinnen (Atrium Vestae), einer prunkvoll ausgestatteten, zweigeschossigen Villa. Weiter nördlich lag die Regia, Sitz des Rex Sacrorum und des Pontifex maximus. Dort fanden die Versammlungen der Pontifices statt und wurden auch die Annalen der Stadt verwahrt.

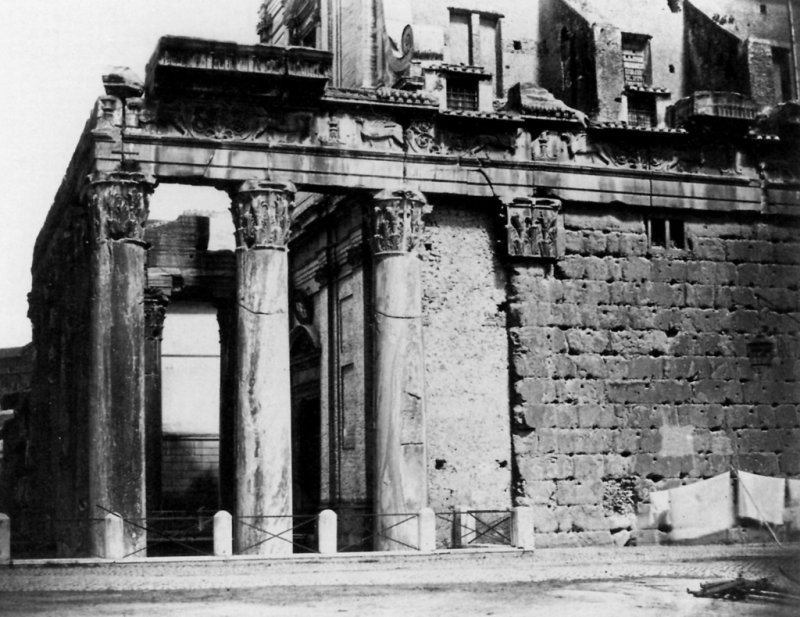
Tempel des Antoninus Pius und der Faustina um 1860

Der Tempel des Antoninus Pius und der Faustina an der Nordseite des Forums ist der besterhaltene Tempel des antiken Rom. Erbaut von Kaiser Antoninus Pius zu Ehren seiner Frau und nach seinem Tod auch ihm gewidmet, verdankt er seine Erhaltung der Umwidmung in eine Kirche im 7. oder 8. Jahrhundert. Der in Umgebung des Tempels befindliche archaische Friedhof zeigt den später nicht überbauten Rest der ehemals über das ganze Forumsgebiet verteilten Gräber. Etwa 40 bis ins 9. Jahrhundert v. Chr. zurückgehende Gräber sind erhalten.
Der sogenannte Tempel des Romulus (angeblich zu Ehren des Sohns des Maxentius errichtet) befindet sich zwischen dem Tempel des Antoninus Pius und der Faustina und der weiter östlich gelegenen Maxentiusbasilika. Auch er verdankt seine gute Erhaltung der Umwidmung – bereits in der ausgehenden Spätantike (im 6. Jahrhundert) – in eine Kirche. Wahrscheinlich war der Tempel Iuppiter Stator gewidmet, daneben wurden auch die Penaten hier verehrt. Der Doppel-Tempel der Venus und der Roma liegt auf dem Abhang zum Kolosseum hin. Die dem Forum zugewandte Cella war der Roma, der Stadtgöttin, geweiht, die zum Kolosseum hin ausgerichtete Cella beherbergte den Kult der Venus. Heute ist in der westlichen Cella das Antiquarium am Forum Romanum eingerichtet.

### Säkulare Bauten

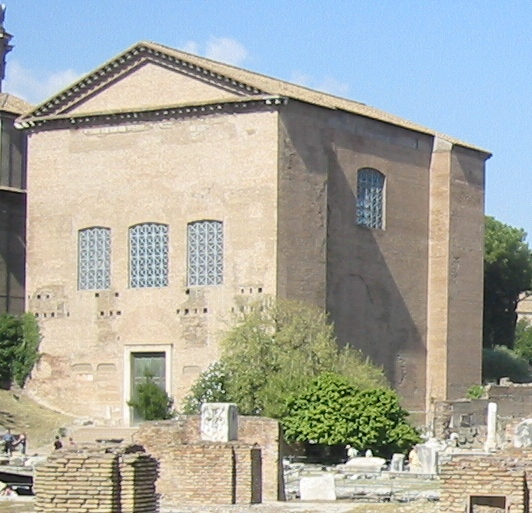
Die Curia Iulia

Das Comitium war der Ort der römischen gesetzgebenden Volksversammlung (Comitia). Ursprünglich war es wohl nur ein offener Platz und erhielt später seine runde Form. Nach vielfältigen Umbauten und der Verlagerung der Versammlungen auf das Forum deutet heute nichts mehr auf die frühere Wichtigkeit hin. Die Rostra waren die Rednertribüne am Comitium. Die im Kampf gegen die Volsker erbeuteten Schiffsschnäbel (lateinisch rostra) wurden hier angebracht und gaben der Plattform ihren Namen. Der Goldene Meilenstein neben den Rostra, das Milliarium Aureum, war eine unter Augustus errichtete Bronze-Säule mit den Namen und Entfernungen aller Provinzhauptstädte.
Die Curia Iulia war, als Nachfolgebau der Curia Hostilia, der Versammlungsort des Senats. Die Curia Hostilia bildete zusammen mit dem Comitium und den Rostra den politischen Schwerpunkt des Forums. Umgestaltet wurde das Gebiet vor allem durch Gaius Iulius Caesar und Augustus, die die neue Curia erbauten. Der Ziegelbau mit Zugang zum ebenfalls neu erbauten Forum Iulium verdankt die Grundzüge seines heutigen Aussehens Diokletian, der ihn nach einem Brand neu errichtete. Die Nutzung als Kirche ab dem 7. Jahrhundert erklärt den hervorragenden Erhaltungszustand, das heutige Erscheinungsbild ist das Resultat einer unter Benito Mussolini durchgeführten Restaurierung. Die bronzenen Eisentüren sind Nachbildungen, die Originale findet man im Hauptportal der Lateranbasilika. Der Carcer Tullianus war das Staatsgefängnis Roms, berühmte Gefangene waren unter anderem Jugurtha und Vercingetorix. Die christliche Legende nennt ihn auch als Ort, wo die Apostel Petrus und Paulus gefangen gehalten wurden.

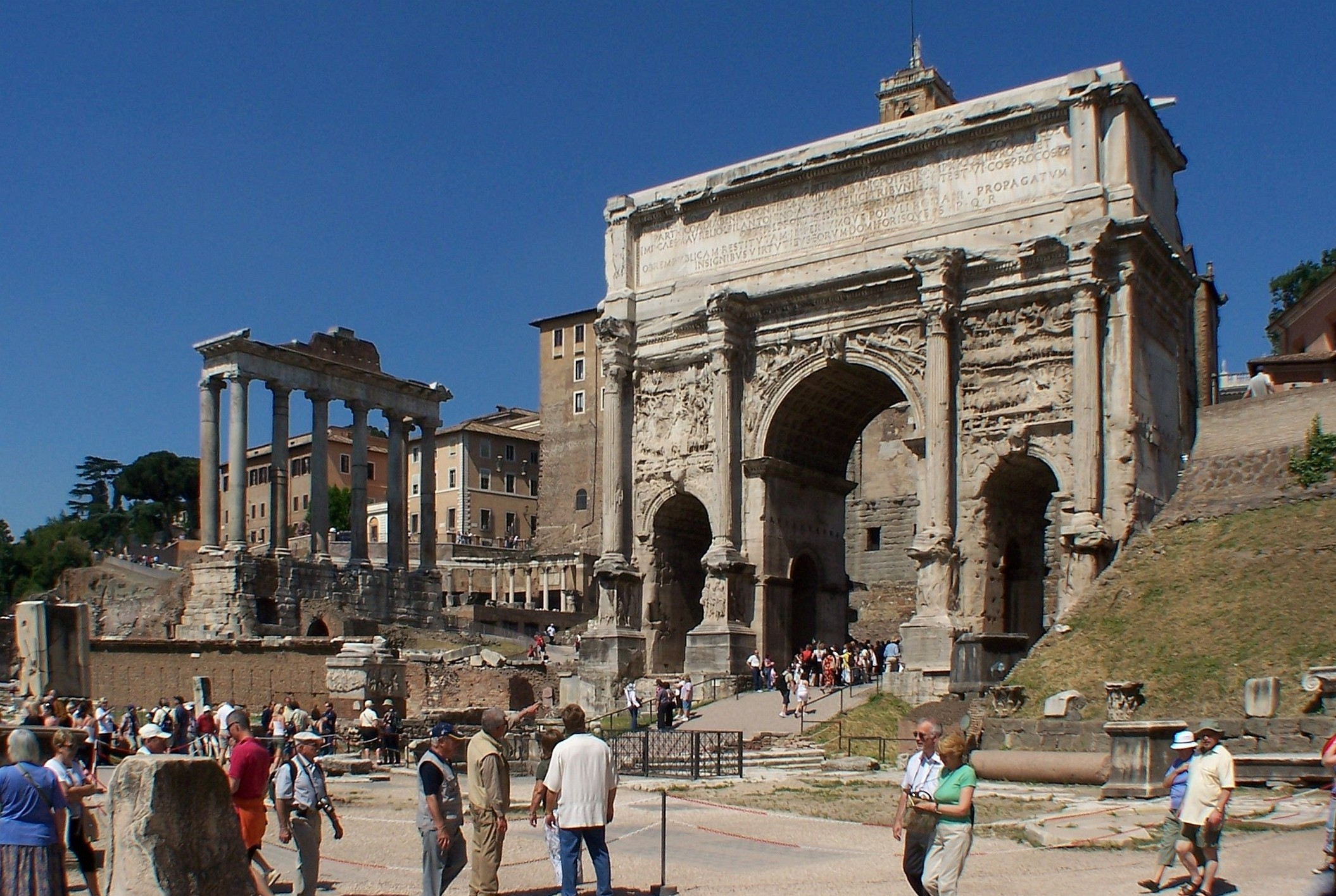
Triumphbogen des Septimius Severus; links im Hintergrund der Tempel des Saturn.

Besonders prachtvoll gestaltet wurden „Propagandabauten“, die – auch hier wieder in gewollter Doppelfunktion – oft als Tempel errichtet wurden. Der Septimius-Severus-Bogen wurde 203 n. Chr. zur Erinnerung an die Erfolge von Septimius Severus, Caracalla und Geta gegen die Parther im Osten errichtet. Der mehr als 20 Meter hohe und mit Pentelischem Marmor verkleidete Bogen weist eine Inschrift auf, aus der Geta nach seiner Ermordung nachträglich getilgt und überschrieben wurde. Der Bogen lieferte die Vorlage für das repräsentative Westportal des Berliner Schlosses von Johann Friedrich Eosander.
Der Tempel des Vespasian und des Titus war den Flaviern Vespasian und Titus nach ihrer Apotheose gewidmet und wurde unter Domitian fertiggestellt. Drei korinthische Säulen sind erhalten. Der Domitianische Gebäudekomplex war das Verbindungsglied zwischen dem Forum und dem Palatin, wohl ein großartiger Eingangstrakt zu den Kaiserpalästen. Die Prätorianerwache muss wohl ebenfalls hier untergebracht worden sein.
Der Tempel des Divus Iulius oder Caesar-Tempel wurde von Augustus zu Ehren seines unter die Götter erhobenen Adoptivvaters Gaius Iulius Caesar im Jahre 29 v. Chr. an der Stelle errichtet, an der der Leichnam Caesars verbrannt wurde. Südlich des Caesar-Tempels liegen noch Reste eines als Augustusbogen angesprochenen Monumentes, deren genaue Identifizierung jedoch nicht ganz sicher ist.
Der Titusbogen wurde aus Marmor Ende des 1. Jahrhunderts n. Chr. zu Ehren des vergöttlichten Kaisers Titus für dessen Sieg über die Aufständischen in Judäa und die Eroberung Jerusalems errichtet. Der Bogen steht am höchsten Punkt der Straße vom Forum zum Kolosseum. Im Mittelalter wurde er als Eingang zur Festung der Familie Frangipani genutzt. Der Titusbogen diente als Vorbild für den Arc de Triomphe in Paris. Die Phokas-Säule gilt als das letzte antike auf dem Forum errichtete öffentliche Bauwerk. Die Säule wurde 608 zu Ehren des oströmischen Kaisers Phokas durch dessen Exarchen Smaragdus erbaut und trug wohl seinerzeit eine vergoldete Statue des Kaisers.

### Wirtschaftsgebäude

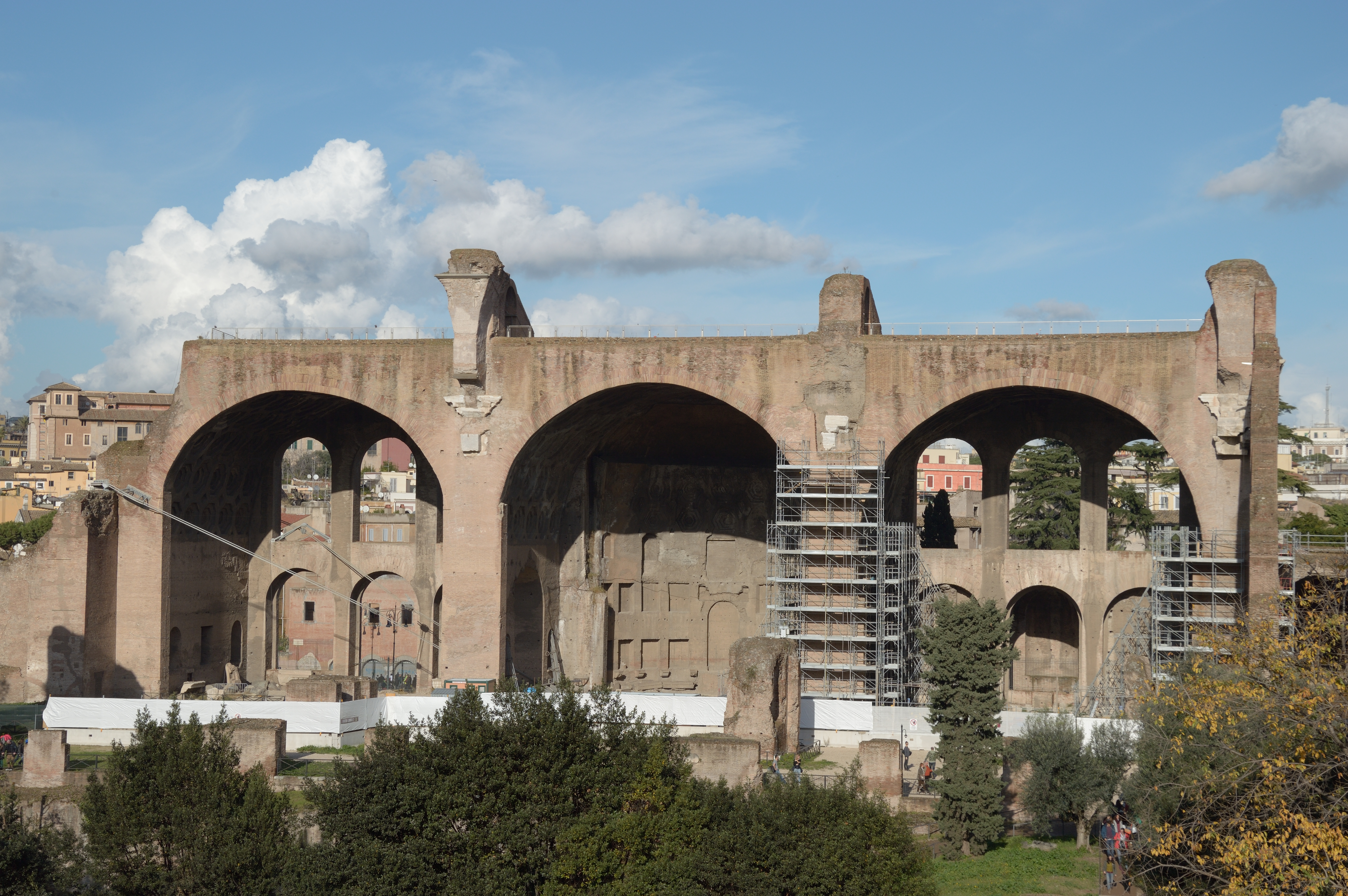
Das erhaltene Seitenschiff der Maxentiusbasilika

Die Basilica Aemilia ist eine der ursprünglich vier Basiliken aus der römischen Republik. Sie trug nach ihren beiden Erbauern erst den Namen Basilica Aemilia et Fulvia, da sich aber nur die Aemilier an Restaurierungen in den folgenden Jahrhunderten beteiligten, wurde sie kurz Basilica Aemilia genannt. Nach mehreren Restaurierungen wurde sie nach der Zerstörung 410 durch Alarich I. ein letztes Mal neu aufgebaut.
Die Basilica Iulia wurde nach der Gens ihres Erbauers Gaius Iulius Caesar benannt. Sie ersetzte den kleineren Vorgängerbau der Basilica Sempronia, diente als Versammlungsgebäude des Senats und war die bis dahin größte errichtete Basilica, die auch die alte Ladenzeile der tabernae veteres in ihrer Fläche einbezog.
Die Maxentius- (oder Konstantins)-Basilika ist die größte und als letzte errichtete römische Basilika. Sie sollte Maxentius als Empfangshalle dienen, wurde aber nach seiner Niederlage an der Milvischen Brücke und seinem Tod von seinem Widersacher Konstantin vollendet. Der architektonische Höhepunkt war die Kreuzgewölbe-Decke, die bei einem Erdbeben 1349 einstürzte.